# کالپلا (کالیفرنیا)
کالپلا (به انگلیسی: Calpella) یک منطقهٔ مسکونی در ایالات متحده آمریکا است که در شهرستان مندوسینو، کالیفرنیا واقع شده‌است. کالپلا ۶٫۶۳۴ کیلومتر مربع مساحت و ۶۷۹ نفر جمعیت دارد و ۲۰۸ متر بالاتر از سطح دریا واقع شده‌است.